# ستيفن بانتينغ
ستيفن بانتينغ (بالإنجليزية: Stephen Bunting)‏ هو لاعب دارت بريطاني، ولد في 9 أبريل 1985 في ليفربول في المملكة المتحدة.

## وصلات خارجية
- ستيفن بانتينغ على موقع DartsDatabase.co.uk (الإنجليزية)